# Грамвуса
Грамвуса (греч. Γραμβούσα) — деревня в Греции, на северо-западе Крита, у основания одноимённого полуострова. Административно относится к общине (диму) Кисамос в периферийной единице Ханья в периферии Крит. Население 92 человека по переписи 2011 года.

## Местное сообщество Грамвуса
В местное сообщество Грамвуса входят десять населённых пунктов и острова Агрия-Грамвуса и Имери-Грамвуса. Население 796 жителей по переписи 2011 года. Площадь 39,126 квадратных километров.
| Наименование            | Население (2011), человек |
| ----------------------- | ------------------------- |
| Айос-Еорьос             | 104                       |
| Агрия-Грамвуса (остров) | 0                         |
| Азойирас                | 33                        |
| Грамвуса                | 92                        |
| Зервиана                | 66                        |
| Имери-Грамвуса (остров) | 0                         |
| Каливиани               | 136                       |
| Карефилиана             | 55                        |
| Неон-Хорион             | 97                        |
| Пипериана               | 24                        |
| Трахилос                | 169                       |
| Фурнадос                | 20                        |